# Galway United Football Club

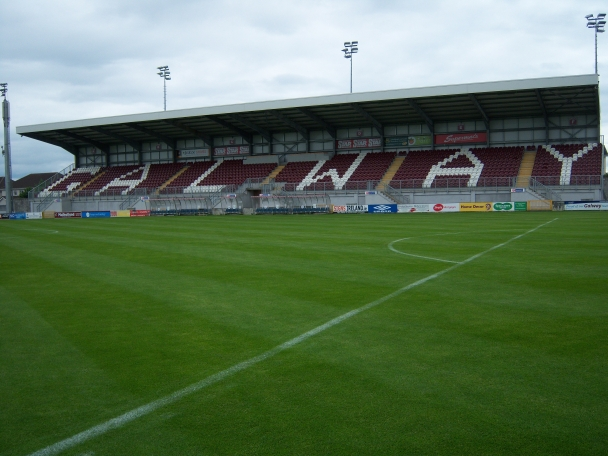

El Galway United Football Club (en irlandés: Cumann Peile Ghaillimh Aontaithe) es un club de fútbol de Irlanda, con sede en Galway. Fue fundado en 1937 y compite en la Premier Division, máxima categoría del fútbol irlandés.

## Historia
El Galway United fue fundado en 1937 como Galway Rovers. Su primera temporada en la máxima categoría fue la de 1977-78. En 1981 cambió su nombre a Galway United. La temporada 1985-86 logró el subcampeonato de liga. Durante la temporada 2011 el club tuvo grandes problemas económicos, viéndose forzado a vender a toda su plantilla a mitad de temporada y jugar hasta el final con jugadores totalmente amateurs. Tras descender al acabar la temporada los dirigentes del club decidieron que el equipo no saldría de cara a la campaña de 2012 en la Primera División irlandesa. En la actualidad el club sólo compite en categorías inferiores y sus aficionados crearon al Galway FC como el club sucesor de este club.    
En total el equipo ha jugado en la máxima categoría 29 temporadas: 1977-78 a 1991-92, 1993-94 a 1995-96, 1999-2000 a 2001-02, 2007 a 2011, y 2015 a 2017.

## Entrenadores
- Amby Fogarty (1976-1978)
- Tommy Callaghan (1978-1979)
- John Herrick (1979-1983)
- Paddy Mulligan (1983-1984)
- Tom Lally (1984-1985)
- Tony Mannion (1985-1988)
- John Herrick (1988)
- Seamus McDonagh (1988-1989)
- Paul McGee (1989-1990)
- Joey Malone (1990-1991)
- Tony Mannion (1992-1995)
- Denis Clarke (1995-1997)
- Don O'Riordan (1997-2001)
- Dave Connell (2001)
- Tony Mannion (2001-2004)
- Stephen Lally (2005-2006)
- Tony Cousins (2006-2008)
- Jeff Kenna (2008)
- Ian Foster (2009)
- Sean Connor (2010-2011)
- Tommy Dunne (2014-2016)
- Shane Keegan (2017-2018)
- Alan Murphy (2018-2020)
- John Caulfield (2021-)

## Palmarés

### Torneos nacionales
- Copa de Irlanda (1): 1990-91
- Copa de la Liga de Irlanda (2): 1985-86, 1996-97
- Primera División de Irlanda (2): 1992-93, 2023
- Escudo de la Primera División (2): 1992-93, 1996-97

### Torneos regionales
- Liga de Connacht (3): 1984-85, 1985-86, 1987-88
- Copa de Connacht (3): 1984-85, 1995-96, 2007-08
- Copa de la Liga de Connacht (1): 1998-99

## Participación en competiciones de la UEFA
| Temporada | Torneo               | Ronda          | Club      | Casa | Visita | Global |
| --------- | -------------------- | -------------- | --------- | ---- | ------ | ------ |
| 1985–86   | UEFA Cup Winners Cup | 1              | Lyngby BK | 0–1  | 2–3    | 2-4    |
| 1986–87   | UEFA Cup             | 1              | Groningen | 1–5  | 1–3    | 1-8    |
| 1991–92   | UEFA Cup Winners Cup | Clasificatoria | Odense    | 0–3  | 0–4    | 0-7    |